# Scelloides parcespinosus
Scelloides parcespinosus är en tvåvingeart som beskrevs av Octave Parent 1933. Scelloides parcespinosus ingår i släktet Scelloides och familjen styltflugor. Inga underarter finns listade i Catalogue of Life.